# 地球科学

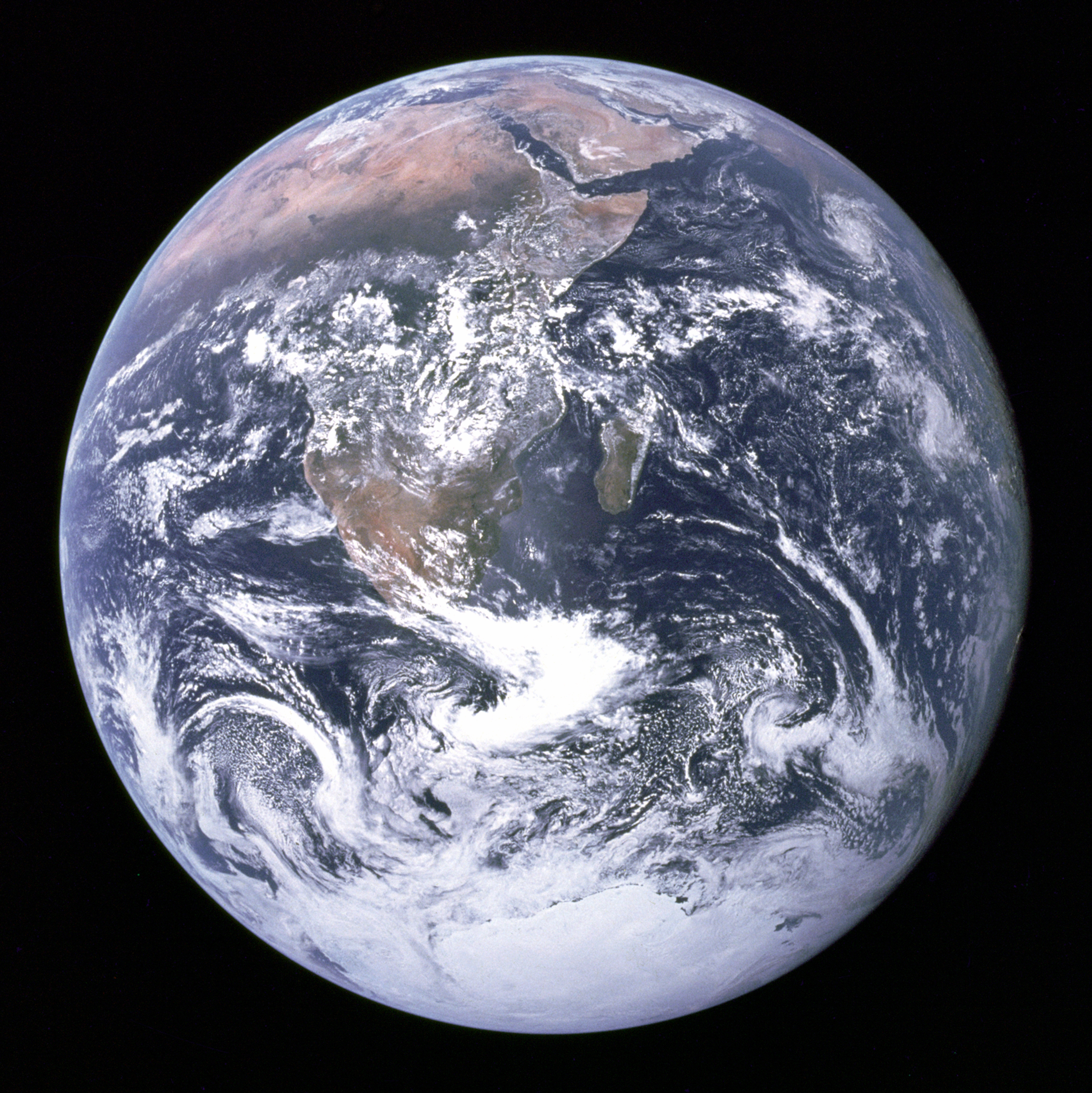
著名的地球照片蓝色弹珠

地球科學，亦称地科（地學），是指一切研究地球的科學，是行星科學的專門分支。各学科通常会以物理、地理、地質、氣象、數學、化學、生物的角度研究地球。它和人類的生活息息相關，人們手上所戴的黃金飾品和鑽石，都是來自地球的礦產資源；蓋房子所用的砂、石、水泥，其原料也是來自地球；所吃的魚蝦，大都取自海洋；氣溫的變化影響生活甚巨；天體的運行，也時時刻刻影響著我們。因此，地球科學是一門很基礎、很重要的學科。地球科學的範圍很廣，涵蓋地質學、海洋學、氣象學和天文學等領域。地質學在探討地球的歷史與各部分組成，包括其演化和各種礦學、岩石以及礦產的分布；海洋學在研究海水的運動、海水的物理與化學性質及海底地形；氣象學在分析大氣的組成、構造和運動；而有關地球起源、太陽系的形成和天體的運動變化，乃至宇宙的演化，均屬天文學的研究範圍。以隕石撞擊地球為例：高溫高壓撞擊地球的結果，勢必引起地形與地質的變化；飛揚在大氣中的粉塵微粒會遮蔽陽光，大氣和海水溫度因而降低。因此，看似簡單的天文事件，卻引起地質、氣象和海洋的變化，可見各領域關係密切、環環相扣。

## 學科特性

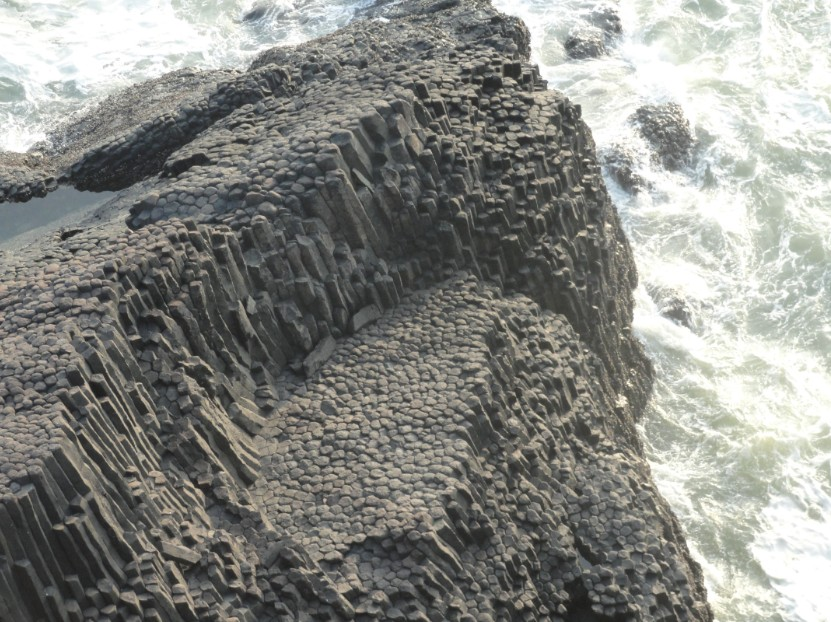
岩石也属于地球科学的研究范围，图为中国福建沿海的南碇岛

地球科學具有注重野外調查、時空範圍、強調地域特性和廣大的整合性，分述如下：

### 強調野外調查或觀測
野外調查或觀測是研究地球科學的首要工作，調查岩層分布、記錄天氣變化、觀察潮汐起落和觀測星星、月亮、太陽等，都屬野外調查。經過詳細的觀察、分析、歸納，整理出地球科學的理論。所以，野外調查為研究地球科學最基本的工作。
有些大自然的變化，所進行的時間很長，影響範圍很廣。如果學者想在實驗室模擬自然界的現象時，便受到很大的限制。所以他們常在戶外進行調查，所需要的時間，通常是非常久的。

### 時空尺度範圍廣大
地球科學探討事物所用的時空尺度範圍很廣，地表的天氣現象分秒之間瞬息萬變，所用的時間單位小至分、秒；而星球從誕生到滅亡的過程，則以數億年計，因此時間尺度從秒、分、時乃至數億年，皆有例可尋。而在電子顯微鏡下觀察，礦物晶體中各原子間的距離較適合以Å來表示，但各星系的距離卻可遠達數百萬光年以上。可見，空間尺度所涵蓋的範圍也是近乎無所不包。

### 重視地域性
地球科學有非常強的地域性，例如臺灣由於位在第一大洋太平洋和世界第一大陸塊歐亞大陸之間，所以天氣變化多端。而中國大陆的天氣相對而言，便非常穩定。

### 整合性
地球科學是一門「上通天文，下知地理」的學科，舉凡人們腳下所踩的土地，分秒所呼吸的空氣，和我們生活息息相關的海洋以及朝夕相處的星星、月亮、太陽、乃至整個宇宙，都是研究的對象。科學家用各種理论來研究地球，例如，數學幫助計算彗星的運動軌跡、氣團的移動和地震的規模；物理學用來研究地球的重力場、星體間的引力作用、鋒面或洋流的移動；藉由化學知識，可以分析岩石的化學組成；而生物學的原理，則幫助了解化石所隱含的意義，更進而建立演化的架構。所以地球科學是一門整合性的學科。

## 研究领域

### 地球圈層
地球科學中普遍將地球分為四個領域：岩石圈（地圈）、水圈、大氣圈和生物圈; 分別對應於地球的岩石、水、空氣和生命。 此外還包括冰雪圈（對應於冰），是水圈的一部分；土壤圈（對應於土壤），是岩石圈的最外層。

### 領域種類
- 地質學主要研究地球地殼（岩石圈）的狀態和演變，主要分支學科包括矿物学、岩石学、地球化学、地貌学、古生物学、地层学、构造地质学、工程地质学和沉积学[1][2]。
- 地球物理学和大地測量學主要研究地球的形状（英语：figure of the Earth）、受力，以及地球的磁場和重力場。地球物理學家探索地球的內地核、地幔構造以及岩石圈的地震活動[2][3][4] 。主要分支學科包括地球動力學、地磁學、構造物理學、地震學和勘探地球物理學。
- 土壤科学，涵蓋了地殼受到成土作用形成的最外層（土壤圈）。主要分支學科包括土壤學和土壤生態學[5]。
- 生态学，涵蓋生物相與自然環境間的交互作用。這一領域區別了地球科學與其他太阳系內的行星科學，地球是目前所知唯一擁有生命的行星。
- 海洋學、水文学和冰川学（以及湖沼學）研究地球水圈中水的運動、分佈和質量，主要分支学科包括地表水文學（英语：Surface-water hydrology）、水文氣象學（英语：Hydrometeorology）、水文地质学[6]、冰川学（冰雪圈）、物理海洋学、海洋化學及海洋生物学。
- 大氣科學研究地表至散逸层（高约1000 km）之间的地球大气层。主要分支学科包括气象学、气候学、大气化学和大气物理学。
- 自然地理學，涵盖了地貌學、土壤學、水文學、氣象學、氣候學和生物地理學[7]。

## 地球科學分支
地球科學分支與相關交叉學科。

### 地理科學
- 地貌學（Geomorphology）
- 水文學（Hydrology）
- 冰川學（Glaciology）
- 洞穴學（Speleology）
- 湖沼學（Limnology）
- 土壤學（Pedology）
  - 土壤力學（Soil mechanics）
  - 土壤化學 （Soil chemistry）
  - 土壤生態學（Edaphology）

### 地質科學及地球化學
- 礦物學（Mineralogy）
- 岩石學（Petrology）
- 沉積學（Sedimentology）
- 构造地質學（Structural geology）
- 古生物学（Paleontology）
- 地層學（Stratigraphy）
- 火山學（Volcanology）
- 地質年代學（Geochronology）
- 應用地質學（Applied geology）
  - 水文地質學（Hydrogeology）
  - 經濟地質學（Economic geology）
  - 工程地質學（Engineering geology）
  - 環境地質學（Environmental geology）
- 同位素地球化學（Isotope geochemistry）
- 岩石地球化學（Petrogeochemistry）
- 水文地球化學（Hydrogeochemistry）
- 有機地球化學（Organic geochemistry）
- 勘查地球化學（Exploration geochemistry）
- 宇宙化學（Cosmochemistry）

### 地球物理學
- 地球動力學（Geodynamics）
- 地震學（Seismology）
- 地磁學（Geomagnetism）
- 地電學（Geoelectrics）
- 地熱學（Geothermometry）
- 構造物理學（Tectonophysics）
- 勘探地球物理學 (Geophysical survey)
- 大地測量學（Geodesy）

### 海洋科學
- 物理海洋學（Physical oceanography）
- 海洋化學（Marine Chemistry/Ocean Chemistry）
- 海洋地質學（Marine Geology）
- 海洋生物學（Marine Biology）

### 大氣科學
- 氣象學（Meteorology）
  - 天氣學（Synoptic meteorology）
  - 應用氣象學（Applied meteorology）
- 氣候學（Climatology）
  - 動力氣候學（Dynamic climatology）
  - 應用氣候學（Applied climatology）
- 古氣候學（Paleoclimatology）
- 大氣物理學（Atmospheric physics）
  - 雲物理學（Cloud physics）
  - 大氣輻射學（Atmospheric radiation）
  - 大氣電學（Atmospheric electricity）
  - 大氣聲學（Atmosphericacoustics）
  - 大氣光學（Atmospheric optics）
- 大氣動力學（Atmospheric dynamics）
- 大氣化學（Atmospheric Chemistry）

### 太空科學
- 太空電漿物理學（Space plasma physics）
- 電離層物理學（Ionospheric Physics）
- 高層大氣物理學（Aeronomy）
- 遙測學（Remote sensing）
- 空間資訊科學（Geoinformatics）

### 天文學
- 天文測量學（Astrometry）
- 天文物理學（Astrophysics）
- 天文化學 (Astrochemistry)
- 天文生物學 (Astrobiology)
- 行星地質學(也稱天文地質學)（Planetary geology）
- 天體力學（Celestial mechanics）
- 行星科學（Planetary science）
- 太陽物理學（Solar physics）
- 太陽化學（英语：solar chemical） (Solar chemical)

### 地球生物学
- 生物地球化學（Biogeochemistry）
- 生物地理學（Biogeography）
- 生態學（Ecology）
- 地質考古學（Geoarchaeology）
- 地質微生物學（Geomicrobiology）
- 古生物學（Paleontology）
  - 孢粉學（Palynology）
  - 微體古生物學（Micropaleontology）

### 系統
- 地球系統科學（Earth system science）
- 系統地質學（Systems geology）
- 系統生態學（Systems ecology）
- 環境科學（Environmental science）

## 外部連結
- “Earth science” - 搜索 Google 圖書
- “地球科學” - 搜索 Google 圖書
- 地球科學網（页面存档备份，存于）
- 國立成功大學地球科學系暨研究所
- 國立中央大學地球科學學系（页面存档备份，存于）